# 조지 포터 (배우)
조지 포터(Jorgie Porter, 1987년 12월 25일 ~ )는 잉글랜드의 배우이다. 채널 4 연속극 《홀리오크》의 테레사 맥퀸 역으로 유명하다.